# Стеклянное алиби
«Стеклянное алиби» (англ. The Glass Alibi) — фильм нуар режиссёра В. Ли Уайлдера, который вышел на экраны в 1946 году.
Фильм рассказывает об аморальном криминальном репортёре (Дуглас Фоули), который ради получения наследства женится на молодой миллионерше (Марис Риксон), которой из-за болезни сердца осталось жить не более шести месяцев. Однако после свадьбы женщине становится лучше, и тогда репортёр вместе со своей любовницей (Энн Гвин), которая одновременно является подружкой сидящего в тюрьме гангстера (Сай Кендалл), решает убить её. Он тщательно продумывает и совершает преступление, однако по иронии судьбы против него выдвигают обвинение не в убийстве жены, а в убийстве любовницы, которую в действительности убил сбежавший из тюрьмы гангстер, который сам вскоре погиб в перестрелке с полицией.
Этот малобюджетный фильм категории В получил положительные отзывы критики за увлекательный сюжет с неожиданным поворотом в финале, стремительный темп повествования и неплохую актёрскую игру.

## Сюжет
В Малибу сбежавший заключённый Ред Хоган (Сай Кендалл), скрываясь от преследования полиции, сворачивает на неприметную подъездную дорожку, ведущую к дому богатой наследницы Линды Вэйл (Марис Риксон). Ред врывается в дом и, угрожая оружием Линде и её дворецкому Риггсу (Сирил Торнтон), по телефону вызывая свою любовницу Белль Мартин (Энн Гвин). Ред не подозревает, что в этот момент Белль развлекается в компании своего нынешнего любовника, репортёра криминальных новостей Джо Эйкнера (Дуглас Фоули). Между тем Джо, почуяв назревающую сенсацию с захватом Реда, немедленно сообщает своему другу детства, лейтенанту отдела убийств Максу Андерсону (Пол Келли) о том, что может вывести его на Реда. Вскоре Макс и Джо подъезжают к дому Линды, где полиция производит арест сбежавшего преступника. Тем временем Джо узнаёт, что Линда страдает от болезни сердца, и ей осталось жить лишь несколько месяцев. Он принимает решение немедленно жениться на Линде ради получения её наследства. Изображая сострадание, Джо предлагает Линде написать о том, как она мужественно держится перед лицом смерти. Позднее на квартиру к Белль приезжает подручный Реда по имени Бенни Брандини (Джек Конрад), чтобы передать деньги от Реда. Чтобы снять с себя подозрения, Белль говорит Бенни, что полиция узнала о местонахождении Реда, так как прослушивала её телефон. Тем же вечером Джо остаётся у Линды на ужин, после чего ведёт её на романтическую прогулку вдоль побережья, что явно не одобряет Макс. Позднее дома у Белль Джо рассказывает ей свой план, как он собирается «сорвать джекпот», женившись на Линде. Не имея собственных средств для ухаживаний за Линдой он берёт деньги, которые оставил Ред. У Линды и Джо начинается бурный роман, и вскоре она сообщает своему лечащему врачу доктору Джону Ф. Лоусону (Селмер Джексон) о своей предстоящей свадьбе. По возвращении после медового месяца Джо снова приезжает к Белль, чтобы взять у неё ещё денег. После его ухода появляется Бенни, который следил за Белль и намекает ей о своих подозрениях, что у неё роман с Джо.
Проходит восемь месяцев, и за это время Линде становится намного лучше, что беспокоит Джо. В свою очередь Белль боится, что Ред узнает о её неверности. Кроме того, ей больше не хочется снабжать Джо деньгами без какого-либо результата, и она уговаривает репортёра ускорить конец его жены. После этого Джо покупает в аптеке бутылочку таблеток аспирина, внешне напоминающих сердечные таблетки, которые принимает Линда, что случайно видит Макс. Тем же вечером Джо подменяет таблетки в бутылочке Линды. После этого Белль вызывает Джо на встречу, сообщая ему, что Ред перестал присылать ей деньги, и потому необходимо решить вопрос с Линдой как можно скорее. На следующий день Макс навещает Белль, чтобы сообщить о побеге Реда. После его ухода Белль звонит Джо, сообщая ему о Реде, и этот разговор подслушивает Риггс. Чтобы ускорить события, Джо приступает к реализации нового плана умерщвления жены, для начала отправляя Белль в Палм-Спрингс. Макс, который подозревает об отношениях Джо и Белль, едет на встречу с Джо, чтобы прояснить ситуацию, заходя как раз в тот момент, когда он звонит Белль. Сделав вид, что говорил с издателем, Джо сообщает Максу, что должен немедленно уехать в Палм-Спрингс. Затем Джо просит Линду запереть дверь в свою спальню и уезжает. По дороге он останавливается на заправочной станции, специально делая так, чтобы служащий запомнил его имя и место, куда он едет. Встретив Белль на полпути между Лос-Анджелесом и Палм-Спрингс, Джо едет вместе с ней обратно в Палм-Спрингс. Он умышленно оставляет отпечатки пальцев на дверном звонке гостиничного номера Белль, а также на стакане и на пепельнице в её комнате, тем самым делая себе алиби. После этого Джо стремительно возвращается домой, забирается через окно в спальню Линды, стреляет из пистолета в спящее тело, а затем снова уезжает в Палм-Спрингс. Однако по дорого он натыкается на полицейский кордон, выставленный для задержания сбежавшего Реда, и вынужден развернуться. Когда на рассвете Джо приезжает домой, его встречает Макс, который обвиняет его в убийстве Линды и попытке выдать её смерть за самоубийство. В ответ Джо заявляет, что провёл ночь в Палм-Спрингс вместе с Белль, однако Макс обещает ему расколоть его «стеклянное алиби». Между тем коронер, обратив внимание на то, что в бутылочке с лекарством, которое было прописано Линде, находится аспирин, сообщает, что Линда умерла от сердечной недостаточности за несколько часов до того, как в неё стреляли. После этого Джо с усмешкой говорит Максу, что тот вряд ли сможет арестовать его за выстрелы в труп. Вскоре Макс получает сообщение, что Белль была убита, и отпечатки Джо обнаружены в её номере. Макс возвращается в дом и арестовывает Джо за убийство Белль, сообщая, что Ред и Бенни, два человека, которые могли бы подтвердить его невиновность, погибли в перестрелке с полицией. В день, когда Джо признают виновным в убийстве, Макс оплачивает в баре счёт и выходит на улицу.

## В ролях
- Пол Келли — Макс Андерсон
- Дуглас Фоули — Джо Эйкнер
- Энн Гвин — Белль Мартин
- Марис Риксон — Линда Вэйл
- Джек Конрад — Бенни Брандини
- Селмер Джексон — доктор Джон Ф. Лоусон
- Сирил Торнтон — Риггс
- Сай Кендалл — Ред Хоган

## Создатели фильма и исполнители главных ролей
Продюсер и режиссёр фильма В. Ли Уайлдер был старшим братом более знаменитого Билли Уайлдера, и, как отмечает историк кино Артур Лайонс, «чтобы избежать путаницы с братом, был вынужден использовать инициал в начале и среднее имя». За свою карьеру В. Ли Уайлдер поставил 17 полнометражных фильмов, среди которых фильмы нуар «Претендент» (1947), «Три шага на Север» (1951) и «Став вором» (1951). Позднее он добился определённой культовой популярности постановкой малобюджетных фильмов ужасов, таких как «Призрак из космоса» (1953), «Убийцы из космоса» (1954), «Снежное существо» (1954) и «Человек без тела» (1957).
За свою карьеру Пол Келли сыграл в десятках криминальных фильмов и фильмов нуар, в том числе в таких престижных, как «Ревущие двадцатые» (1939), «Перекрёстный огонь» (1947), «Переулок» (1950), «Досье Тельмы Джордан» (1950) и «Доля секунды» (1953).
Дуглас Фоули сыграл более чем в 200 фильмах, хотя преимущественно это были небольшие роли. В жанре нуар его наиболее заметными картинами были «Отчаянный» (1947), «Козёл отпущения» (1947), «За закрытыми дверями» (1948), «Флэкси Мартин» (1949) и «Ограбление инкассаторской машины» (1950).
Энн Гвин, вероятно, более всего известная по роли главной злодейки в фантастическом киносериале «Флэш Гордон покоряет Вселенную» (1940), а также по ролям в таких малобюджетных фильмах ужасов, как «Чёрная пятница» (1940), «Странное дело доктора Rx» (1942), «Дом Франкенштейна» (1944) и «Странная женщина» (1944).

## История создания фильма
Как было отмечено в журнале «Голливуд репортер» в августе 1945 года, первоначально на главную роль планировалась Бренда Маршалл, а в «Голливуд репортер» от ноября 1945 года, сообщалось, что Марис Риксон заменила заболевшую Вивиан Остин.
Эта картина стала дебютной для Джека Конрада и первым упоминанием в титрах в качестве режиссёра и продюсера В. Ли Уайлдера.
Как отмечает историк кино Майкл Кини, в 1955 году Уайлдер сделал более слабый римейк этого фильма под названием «Большой блеф» (1955) .

## Оценка фильма критикой
Хотя фильм не привлёк к себе особого внимания критики, тем не менее он характеризовался в основном положительно. В частности, историк кино Майкл Кини особенно отметил высокий темп этого «сурового малобюджетного нуара», который «всего на 63 минуты проносится до потрясающего финала». Критик также отмечает хорошую актёрскую игру, в частности, Пола Келли, который в роли «крутого копа правильно догадывается, что намерения его лучшего друга совсем не так благородны», а также Энн Гвин, которая «высококлассно сыграла роковую женщину, практически конкурируя с игрой Энн Сэвидж в „Объезде“». На фильм обратил внимание историк кино Спенсер Селби, написавший, что он рассказывает о «репортёре, который ради денег женится на умирающей девушке, но когда она выздоравливает, он готовит её убийство». Историк кино Артур Лайонс, сравнивая этот фильм с его римейком «Большой блеф» (1955), отмечает, что «Стеклянное алиби» «лучше как по актёрскому составу, так и по постановке».